# Mănăstirea Berzunți
Mănăstirea Berzunți (în trecut Berezințul) este o mănăstire din satul Berzunți, comuna Berzunți, județul Bacău, transformată în biserică de mir a satului Berzunți, cu hramul Adormirea Maicii Domnului.
A fost construită de Bogdan Vodă cel mai probabil între anii 1566–1572, deși o inscripție aflată pe clopotul cel mare indică anul 1502, ceea ce dovedește că biserica ființa în preajma acestui an. Conform unui pomelnic datat 1774, numele ctitorilor și înaintașilor lor ar fi: „Ioan, Ioniță, Ecaterina, Zoița, Matei, George, Ecaterina dimpreună cu tot neamul lor Vîrnăveștilor de la Botoșani”.
A fost refăcută de familia Vîrnav la 1774, când s-a adăugat turla de la clopotniță.
Biserica a fost reparată între 1836–1837 (când starețul Macarie Levantos face catapeteasma), la 1893–1897 și 1932–1934.
Mănăstirea a fost metoh al mănăstirii Marea Lavră din Sfântul Munte Athos și deține un clopot dăruit de Pan Stanklaw Grebars în 1570. 
Conform documentelor, ctitorul Bogdan Voievod a dăruit mănăstirii Berzunți „dreaptă ocină și moșie, jumătate de sat Ciofrești, jud. Tecuci, și multe sălașe de țigani”. De asemenea, i-a mai dăruit și locul numit Fundătura Nadișei, aflat la nord de Trebiș. 